# Гелена Р. Геллвіґ Пауч
Гелена Р. Геллвіґ Пауч (англ. Helena R. Hellwig Pouch; 4 березня 1874 — 26 листопада 1960) — колишня американська тенісистка.
Перемагала на турнірах Великого шолома в одиночному та парному розрядах.

## Tennis career
Hellwig won the 1894 Відкритий чемпіонат США з тенісу singles титул defeating reigning champion Елін Террі in five sets. Together with compatriot Джульєтт Аткінсон she won the 1894 and 1895 doubles титул. She lost her singles титул to Джульєтт Аткінсон who beat her in straight sets in the 1895 challenge round.

### Фінали турнірів Великого шолома

#### Одиночний розряд (1 перемога)
| Результат | Рік  | Турнір             | Покриття | Суперниця  | Рахунок                 |
| --------- | ---- | ------------------ | -------- | ---------- | ----------------------- |
| Перемога  | 1894 | U.S. Championships | Трава    | Елін Террі | 7–5, 3–6, 6–0, 3–6, 6–3 |

#### Парний розряд (2 поразки)
| Результат | Рік  | Турнір             | Покриття | Партнерка         | Суперниці                    | Рахунок         |
| --------- | ---- | ------------------ | -------- | ----------------- | ---------------------------- | --------------- |
| Перемога  | 1894 | U.S. Championships | Трава    | Джульєтт Аткінсон | Annabella Wistar Емі Вільямс | 4–6, 6–8, 2–6   |
| Перемога  | 1895 | U.S. Championships | Трава    | Джульєтт Аткінсон | Елізабет Мур Емі Вільямс     | 2–6, 2–6, 10–12 |